# Lustigemaar
Het Lustigemaar is een voormalig afwateringskanaal bij de dorpen Woltersum en Ten Boer in de provincie Groningen. Het behoorde tot het Scharmerzijlvest en een van de bronnen van de Fivel.
Het Lustighe Maere wordt voor het eerst vermeld in 1424, wanneer het Damsterdiep van hieruit wordt doorgetrokken in de richting van de stad Groningen. De naam Lustigemaar komt volgens de taalkundige Wobbe de Vries van een Oudfries woord *hlustig 'stil', afgeleid van hlust 'het luisteren'; het verwijst dus naar (bijna) stilstaand water.
Het Lustigemaar ontsprong in het Westermeer bij Slochteren en vormde de voortzetting van de Scharmer Ae en de Smerige Ae. Het eerste stuk, dat bij Ten Post in de Fivel uitmondde, werd sinds de bouw van de Blokumer watermolen in 1813 ook Molensloot genoemd. Voorbij Blokum verenigde het Lustigemaar zich met de Kleisloot, waar het slingerende tracé ook wel Oldediepke heette. Volgens een bericht uit 1839 heeft dit maar van het Westermeer af tot aan het Damsterdiep "voormaals een zeer aanzienlijke breedte gehad". Door de aanleg van het Slochterdiep in 1659 stagneerde echter de wateraanvoer. Al de kaarten van Theodorus Beckeringh vermelden het omstreeks 1760 als "Lussinge maar droog". De verdere loop is hier rond 1870 onderbroken door de aanleg van het Eemskanaal. 
Het tracé van Woltersum naar Oosterdijkshorn - vroeger ook wel Waterlozing, Leusing of Woltersumer Schipsloot genoemd - is nog intact. Het kanaal volgt hier vermoedelijk de bermsloot van een oude veendijk (aansluitend bij de Wolddijk), die het kleigebied van de middeleeuwse veenontginningen scheidde. Het Lustigemaar zette zich aanvankelijk door via het Stedumermaar, vermoedelijk in de richting van Onderdendam. Omdat de ontwatering hier steeds moeilijker werd, heeft men het water van het Scharmerzijlvest vanaf het midden van de 13e eeuw afgevoerd in de richting van de Fivel. Het Lustigemaar werd daarom afgedamd bij Oosterdijkshorn, waarna er een nieuw kanaal in de richting van Ten Post is gegraven, een voorloper van het Damsterdiep. De landerijen ten westen van het Damsterdiep werden vervolgens bij het Winsumer- en Schaphalsterzijlvest gevoegd, waar een hoger waterpeil werd gehandhaafd. Ook de landerijen van Middelbert en Engelbert voerden sinds 1370 via de Waterlesne of Oldemaar hun water via dit nieuwe kanaal af. Een verlaat bij Oosterdijkshorn maakte later het scheepvaartverkeer weer mogelijk.